# Psylla toroenensis
Psylla toroenensis är en insektsart som beskrevs av Shinji Kuwayama 1908. Psylla toroenensis ingår i släktet Psylla och familjen rundbladloppor. Inga underarter finns listade i Catalogue of Life.